# Otiocerus coquebertii
Otiocerus coquebertii är en insektsart som beskrevs av Kirby 1821. Otiocerus coquebertii ingår i släktet Otiocerus och familjen Derbidae. Inga underarter finns listade i Catalogue of Life.